# Катаболізм
Катаболі́зм, дисиміля́ція, енергети́чний о́бмін — процес метаболічного розпаду, розкладання на простіші речовини або окиснення якої-небудь речовини, що зазвичай протікає з вивільненням енергії у вигляді тепла і АТФ. Катаболічні реакції лежать в основі дисиміляції: втрати складними речовинами своєї специфічності для даного організму в результаті розпаду.

## Загальний опис
Фаза метаболізму, що включає розщеплення складних органічних молекул на простіші кінцеві продукти і яка супроводиться виділенням біологічно доступної енергії. Сюди відноситься ферментативне розщеплення вуглеводів, жирів, білків та ін. речовин в організмі. Виділена при процесах окиснення біологічно доступна енергія акумулюється в формі енергії зв'язків між залишками фосфорної кислоти в АТФ або інших сполук, а також у формі трансмембранного потенціалу йонів Н+. Сукупність реакцій синтезу органічних сполук називається анаболізмом.
Прикладами катаболізму є перетворення етанолу через стадії ацетальдегіду (етаналя) і оцтової кислоти (етанової кислоти) на вуглекислий газ і воду, або процес гліколізу — перетворення глюкози на молочну кислоту або піровиноградну кислоту і далі вже в дихальному циклі — знову-таки на вуглекислий газ і воду.
Інтенсивність катаболічних процесів і переважання тих або інших катаболічних процесів як джерела енергії в клітинах регулюється, в більшості багатоклітинних організмів за допомогою гормонів. Наприклад, гормони ссавців глюкокортикоїди підвищують інтенсивність катаболізму білків і амінокислот, одночасно інгібуючи катаболізм глюкози, а інсулін, навпаки, прискорює катаболізм глюкози і гальмує катаболізм білків.
Катаболізм є протилежністю анаболізму — процесу синтезу або ресинтезу нових, складніших, сполук з простіших, що протікає з витратою енергії АТФ або інших джерел. Співвідношення катаболічних і анаболічних процесів в клітині знову-таки активно регулюється. Наприклад, гормони ссавців адреналін або глюкокортикоїди зрушують баланс обміну речовин в клітині у бік переважання катаболізму, а інсулін, соматотропін, тестостерон — у бік переважання анаболізму.

## Безкисневий катаболізм
Безкисневий етап — ферментативне розщеплення простих органічних сполук у клітинах. Прикладом такого є гліколіз(від грец. glykys— солодкий і lysis— розпад)— багатоступінчасте безкисневе розщеплення Глюкози на дві молекули піровиноградної або молочної кислоти у м'язових клітинах.
У процесі розпаду глюкози беруть участь 13 різних ферментів. Під час гліколізу виділяється 200 кДж енергії. 84 кДж використовується для синтезу 2-х молекул АТФ, а решта (116 кДж) використовується у вигляді теплоти.

### Інші типи
Спиртове бродіння — тип перетворення глюкози, коли вона розпадається на дві молекули етилового спирту та дві молекули вуглекислого газу.
Молочно-кисле (молочне) бродіння — вид безкисневого бродіння.

## Окисний катаболізм
Кисневий(аеробний) етап здійснюється на мембранах мітохондрій. Важливе місце в аеробному енергетичному обміні належить циклу Кребса, названому так на честь англійського біохіміка Ганса Кребса, який відкрив цей процес у 1937 році. На початку циклу піровиноградна кислота реагує з щавлевооцтовою, утворюючи лимонну кислоту. Остання через низку послідовних реакцій перетворюється на інші кислоти. Внаслідок таких перетворень відтворюється щавлевооцтова кислота, яка знов реагує з піровиноградною і цикл знов повторюється. У кожному циклі Кребса утворюється одна молекула АТФ. Крім того, в ході біохімічних реакцій циклу від органічних кислот відщеплюються атоми Гідрогену. Ці атоми відновлюють певні сполуки.